# Liepupe (Fluss)
Die Liepupe ist ein Fluss in Lettland.
Die Liepupe entspringt bei Riebezera südwestlich von Limbaži (deutsch: Lemsal). Sie fließt an Liepupe (deutsch: Pernigel) vorbei in westlicher Richtung über Jelgavkrasti, wo sie von der Autoceļš A1 (einem Abschnitt der Via Baltica) gequert wird, und mündet in Lembuži in die Rigaer Bucht der Ostsee.
Die Länge der Liepupe beträgt rund 21 km, das Einzugsgebiet 55,8 km².